# (33085) 1997 WN56
1997 WN56 (asteroide 33085) é um asteroide da cintura principal. Possui uma excentricidade de 0.22716190 e uma inclinação de 3.45065º.
Este asteroide foi descoberto no dia 21 de novembro de 1997 por Spacewatch em Kitt Peak.